# Клондолкин
Клондолкин (англ. Clondalkin; ирл. Cluain Dolcáin) — пригород в ирландской столицы, находится в графстве Южный Дублин (провинция Ленстер). Пригород Дублина находится в 10 км западнее городского центра и окружён автотрассами M50, N7 и N4.
Клондолкин расположен на высоком берегу реки Камак, которая является притоком Лиффи, между рекой и горами. Название в переводе с ирландского означает луг Долкина.

## История

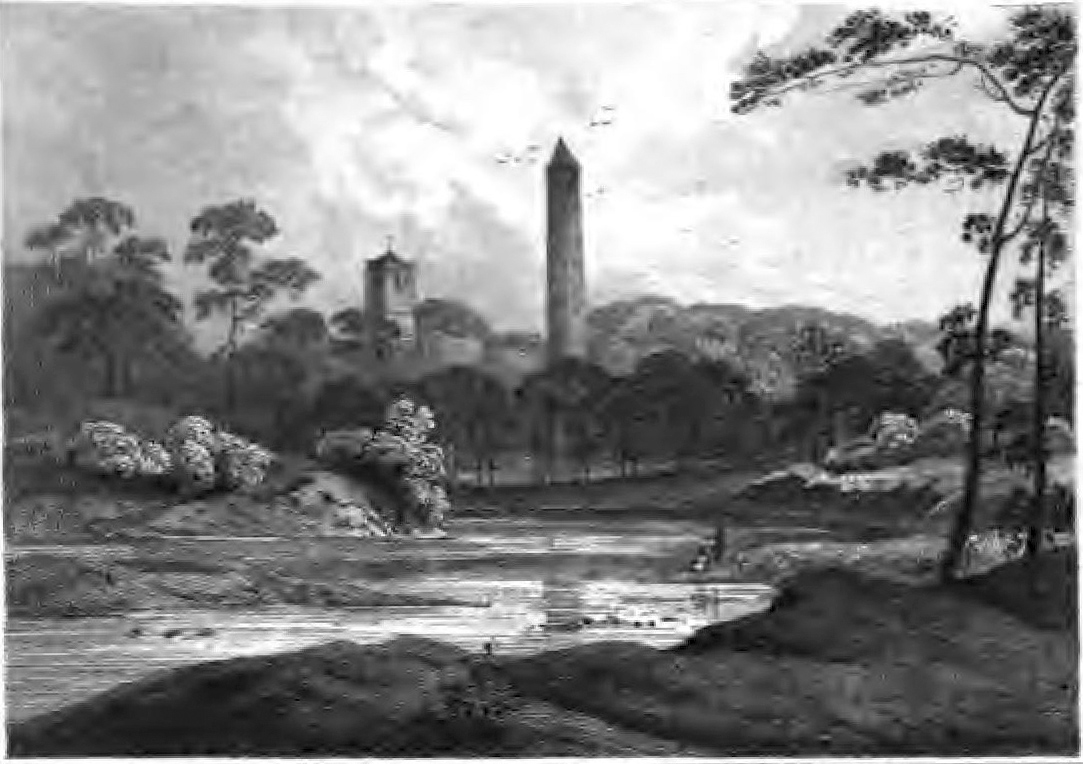
Круглая башня, 1820 год

Удачное географическое расположение привлекло сюда жителей врёмен неолита, что подтверждается археологическими раскопками, датированными шестым тысячелетием до н. э. В районе VI века до н. э. здесь жило кельтское племя Cualann, свидетельством чего являются многочисленные курганы и форты.
Клондолкин был одной из первых общин распространившегося в V веке христианства. Его основателем считается Cвятой Кронан (Cronan Mochua), который построил около 600 года монастырь, расположенный на месте современной церкви Сент-Джона. Церковь окружают средневековые рвы. Границы монастыря проходили по современным улицам Orchard Road и Main Street, а в западной его части была расположена Круглая башня. Основание Клондолкина официально связывалось с именем святого Кронана в церковных книгах вплоть до 1080 года, а его имя почитается в день памяти 6 августа. Норвежские викинги неоднократно захватывали и грабили деревню и монастырь (в 832, 1071 и 1076 годах).
В 1171 г. деревня Клондолкин был взята Ричардом Стронгбоу. Деревня Клондолкин, в которой проживало много жителей, перешла под контроль архиепископа Дублина в XIII веке. По информации инквизиции в 1393 году в деревне было пять улиц. Во время ирландского восстания 1641 года Клондолкин был разрушен. Начиная с 1663 года в пригороде появляются мельницы, в XVIII веке мельницы работают на изготовление пороха.

## Современный пригород
Клондолкин наряду с Таллой и Бланчардстауном, является западным пригородом Дублина, который был призван вместить растущее население города. С 1970-х годов и по сей день численность жителей пригорода растёт быстрыми темпами. Вместе с этим в Клондолкине строятся новые школы, церкви, магазины, общественные здания.
Увеличение количества жителей можно оценить по системе католических приходов. В 1615 году приход Кондолкин включал, кроме самого Клондолкина, Лукан, Палмерстаун и ряд других поместий. В 1953 году произошло отделение прихода Лукан. В период с 1977 по 1979 год образовалось три новых прихода (Bawnogue, Rowlagh/Quarryvale, Neilstown), ещё один приход был образован в 1985 году (Deansrath) и в 1990 году (Sruleen).
Клондалкин является одним из центров ирландской культуры и языка. Основанная в 1972 году организация Munitir Cronáin, занимается образованием, социальным и культурным развитием в сфере языка. В 1989 году организацией был выкуплен Orchard House, который получил название Áras Cronáin и стал историко-культурным центром. В 1975 и 1988 годах заслуги организации по продвижению ирландского языка были награждены Glór na nGael National Trophy.

## Достопримечательности

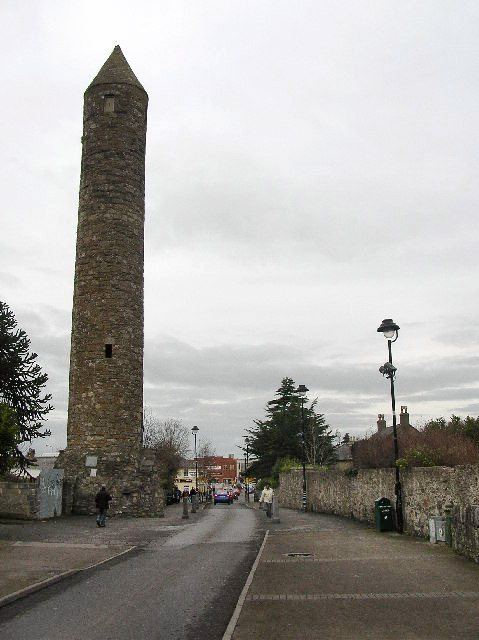
Круглая башня, фото 2006 года

Основной достопримечательностью Клондолкина является Круглая башня, построенная в VI—VIII веке. Башня является одним из самых старых и хорошо сохранившихся сооружений в Ирландии. Её высота более 25 метров. Башня принадлежала монастырю святого Кронана, или Mo-Chua. Точное время установки башни и её предназначение являются предметом дебатов. Впервые башней заинтересовался историк Томас Молине (Thomas Molyneaux) в 1725 году. Он считал, что башня имеет датское происхождение. Вместе с тем, антиквар Джордж Петри (George Petrie) в 1833 году сделал предположение, что башня является центральным корпусом кельтской церкви. В настоящее время научное сообщество склоняется к мнению, что Круглая башня служила колокольней и хранилищем реликвий.
Кроме Круглой башни в Клондолкине сохранились:
- церковь святого Иоанна, построенная в 1789 и расширенная в 1854 году;
- железнодорожная станция, построенная в 1850 году, типичный пример железнодорожной архитектуры того времени;
- церковь Immaculate Conception Church, построенная в 1862 году;
- ряд каменных коттеджей 1879 года постройки;
- библиотека, построенная в 1912 году с использованием камня, кирпичей, и других материалов.

## Экономика
В городе находится завод фирмы Мазда.